# Víctor Camarasa
Víctor Camarasa Ferrando (* 28. Mai 1994 in Meliana) ist ein spanischer Fußballspieler. Der zentrale Mittelfeldspieler wurde beim FC Valencia sowie bei der UD Levante ausgebildet und spielt aktuell bei Real Oviedo.

## Karriere

### Vereinslaufbahn
Víctor Camarasa wurde in Meliana, unweit von Valencia gelegen, geboren. Im Alter von sieben Jahren schloss er sich 2001 der Jugendakademie des FC Valencia an, beendete aber zehn Jahre später die Ausbildung bei der benachbarten UD Levante. Er absolvierte in der Saison 2012/13 erste Pflichtspiele für Levantes Reserveauswahl in der Segunda División B und am 7. Dezember 2013 debütierte er in der ersten Mannschaft in der Copa del Rey gegen Recreativo Huelva (0:1). Zwei Tage später unterschrieb Camarasa einen Sechsjahresvertrag in Levante und wenige Tage später schoss er im Rückspiel gegen Recreativo Huelva den letzten Treffer beim 4:0-Sieg. Am 4. Januar 2014 folgte der Einstand in der höchsten spanischen Spielklasse per Einwechslung für Simão gegen seinen Heimatklub aus Valencia (0:2), bevor er im Juli 2014 offiziell in den Profikader übernommen wurde und sich sukzessive zu einer festen Größe im zentralen Mittelfeld entwickelte. Nach Levantes Abstieg aus La Liga in der Saison 2015/16 wurde er für ein Jahr an Deportivo Alavés ausgeliehen, womit er der ersten spanischen Liga erhalten blieb. Dort absolvierte er 31 Meisterschaftsspiele und belegte mit dem Aufsteiger einen beachtlichen neunten Platz.
Nächste Station wurde Ende Juni 2017 Betis Sevilla. Dort unterschrieb Camara einen Kontrakt über fünf Jahre und in der Spielzeit 2017/18 gelang ihm mit Betis die Qualifikation für die Europa League. Statt dort zu spielen, wechselte er jedoch für die Saison 2018/19 auf Leihbasis in die englische Premier League zu Cardiff City und wusste dort trotz des Abstiegs mit 32 Einsätzen und fünf Toren zu gefallen. Im August 2019 wurde ein weiteres Leihgeschäft mit einem englischen Erstligisten initiiert, nunmehr mit Crystal Palace. Darüber hinaus wurde eine Kaufoption für „Palace“ in Höhe von 15 Millionen Pfund festgeschrieben. Der Start verlief jedoch für Camara unglücklich. Er wusste den verantwortlichen Trainer Roy Hodgson selten zu überzeugen und in der Premier League kam er anfänglich nur zu einem 5-Minuten-Kurzeinsatz. Gerüchte über ein vorzeitiges Ende des Leihgeschäfts im Januar 2020 mehrten sich. Diesen stand Hodgson ablehnend gegenüber, verwies auf die Konkurrenzsituation im Mittelfeld und forderte Geduld ein. Trotzdem wurde die Leihe im Januar beendet und Camarasa bis zum Ende der Saison an seinen früheren Verein Deportivo Alavés weiterverliehen.
Ende Januar 2023 wechselte er zu Real Oviedo in die Segunda División.

### Nationalmannschaft
Camarasa absolvierte im Zeitraum zwischen November 2014 und März 2017 vier U-21-Länderspiele für Spanien.